# Парламентські вибори в Естонії 1929
Парламентські вибори пройшли в Естонії в період з 11 по 13 травня 1929.

## Результати
| Партія                                             | Голоси  | %    | Місця | +/– |
| -------------------------------------------------- | ------- | ---- | ----- | --- |
| Естонська соціалістична робоча партія              | 121 024 | 24,0 | 25    | ▲1  |
| Асоціація фермерів                                 | 116,715 | 23,1 | 24    | ▲1  |
| Партія поселенців                                  | 69 069  | 13,7 | 14    | —   |
| Естонська лейбористська партія                     | 51 527  | 10,2 | 10    | ▼3  |
| Естонська народна партія                           | 45 033  | 8,9  | 9     | ▲1  |
| Естонська робітнича партія                         | 31 094  | 6,2  | 6     | —   |
| Християнська народна партія                        | 20 863  | 4,1  | 1     | ▼1  |
| Німецько-Балтійська партія — Шведська народна ліга | 16 235  | 3,2  | 3     | ▲1  |
| Поміщицька партія                                  | 14 627  | 2,9  | 3     | ▲1  |
| Російська партія                                   | 12 797  | 2,5  | 2     | ▼1  |
| Робочі, орендарі, рибалки і селяни                 | 6 012   | 1,2  | —     | —   |
| Недійсні                                           | 3 110   | —    | —     | —   |
| Разом                                              | 508 106 | 100  | 100   | 0   |
| Явка                                               | 733 250 | 69,3 | —     | —   |
| Джерело: Nohlen & Stöver                           |         |      |       |     |

## Джерело
- IV Riigikogu valimised : 11.-13. maini 1929 / [koostanud A. Tooms] ; Riigi Statistika Keskbüroo = Élections au parlement: de 11.-13. mai 1929 / Bureau Central de Statistique de l'Estonie Tallinn, 1929 (Tallinn: Riigi trükikoda)